# Danièle Lavallée
Danièle Lavallée es una arqueóloga, historiadora e investigadora francesa, especializada en la prehistoria de Sudamérica. Ha dirigido varios proyectos de investigación en la región andina, especialmente en el Perú. Es investigadora asociada al Centro Nacional de Investigación Científica de Francia (CNRS, por sus siglas en francés) y exdirectora de la UMR 8096 «Archéologie des Amériques».

## Proyectos arqueológicos
Desde la década de 1960 realizó numerosas misiones en el Perú y enseñó regularmente en la Universidad de San Marcos. Al iniciarse la década de 1970 dirigió, conjuntamente con Michèl Julien, su primer proyecto de investigación, llamado Proyecto Asto Chunku Laraw, en el departamento de Huancavelica, Andes Centrales del Perú, en la región del antiguo curacazgo de Asto, del período Intermedio Tardío (1970-1972).
En 1975 y 1980 dirigió, junto con Michèl Julien, el Proyecto Arqueológico Junín-Palcamayo de la Unidad de Investigaciones Arqueológicas N° 25 del CNRS. Se concentró en la cuenca de San Pedro de Cajas, al oriente de las punas de Junín, en los Andes Centrales del Perú. Los sitios excavados pertenecían al período precerámico, llamado también lítico y arcaico. Halló puntas líticas, semejantes a las de Lauricocha y Ayacucho. También halló evidencias de domesticación de camélidos en el campamento estacional de Telarmachay y otras actividades domésticas del hombre de ese lejano tiempo. Su trabajo se complementó con los de Ramiro Matos Mendieta y John Rick, también realizados en las punas de Junín.
Entre 1986 y 1990 dirigió el Proyecto de Investigación en el Noroeste argentino, en el marco de un convenio de colaboración entre el Instituto de Ciencias Antropológicas de la Universidad de Buenos Aires y el equipo de investigación N.º 313 del CNRS. Hizo excavaciones en el abrigo de Tomayoc (Sierra de Aguilar, Jujuy, Argentina).
Entre 1995 y 2008 dirigió, junto con Michèl Julien, el Proyecto Perú Sur – Quebrada de los Burros, consagrado al estudio de las modalidades de adaptación de los grupos de pescadores y recolectores de moluscos en la costa desértica del sur peruano, en el departamento de Tacna, cuya antigüedad se calcula de 8000 a 5000 a. C., es decir, el período arcaico.

## Publicaciones
Es autora de más de cien artículos y algunos obras sobre la arqueología de Sudamérica y muy especialmente, del Perú.
- Asto: curacazco prehispánico de los Andes Centrales (con Michèle Julién), Instituto de Estudios Peruanos, 1983, 150 pp.
- Les Andes de la préhistoire aux Incas. Gallimard, 1985. Volumen 32 de L'Univers des formes / Volumen 3 de Monde précolombien.
- Telarmachay, cazadores y pastores prehistóricos de los Andes (con Michèle Julien, Jane Wheeler, Claudine Karlin). Lima, Institut français d'études andines, 1995, 445 p.
- Promesse d'Amérique: la préhistoire de l'Amérique du Sud. París, Hachette litt., 1995. ISBN 978-2-01-014407-3
- The first South Americans: the peopling of a continent from the earliest evidence to high culture. University of Utah Press, 28/11/2000, 260 pp.
- La ocupación precerámica de la sierra peruana. Lluvia Editores, 2002, 61 pp.
- Paracas, trésors inédits du Pérou ancien. Musée du quai Branly, 2008, 215 pp.